# Olga von Lützerode
Olga Freiin von Lützerode (* 23. Mai 1836 in Sankt Petersburg; † 29. Januar 1917 in Hannover) war eine deutsche Krankenpflegerin, Stifterin, Gründerin und Leiterin des Clementinenhauses, eines Krankenhauses in Hannover.

## Leben
Olga Freiin von Lützerode war die Tochter von Generalmajor Carl August von Lützerode (1794–1864), dem sächsischen Gesandten am russischen Hof, und seiner Frau Laura, geb. Gräfin Schimmelmann (1798–1857). Sie wuchs im Schloss Ahrensburg auf und wurde als Krankenpflegerin an den Universitätskliniken in Kiel ausgebildet. Anschließend arbeitete sie in Frankfurt (Oder) und – auf Wunsch der Kaiserin Augusta – in Berlin. Deren Hofdame Adeline von Schimmelmann war ihre Nichte.
Nachdem von Lützerode gebeten wurde, in Hannover Krankenschwestern auszubilden für die private Pflege von Kranken, richtete sie dort mit ihren eigenen Geldmitteln ein Krankenhaus ein, das dann den Namen Clementinenhaus erhielt und ab 1875 auch von Lützerode geleitet wurde. Der Name leitete sich vom lateinischen „clementia dei“ ab, was „Sanftmut Gottes“ bedeutet.
1902 schrieb die Freiin über die Verwandtschaftsverhältnisse des Adelsgeschlechtes derer von Lützerode etwa ab dem Jahr 1150.

## Lützerodestraße

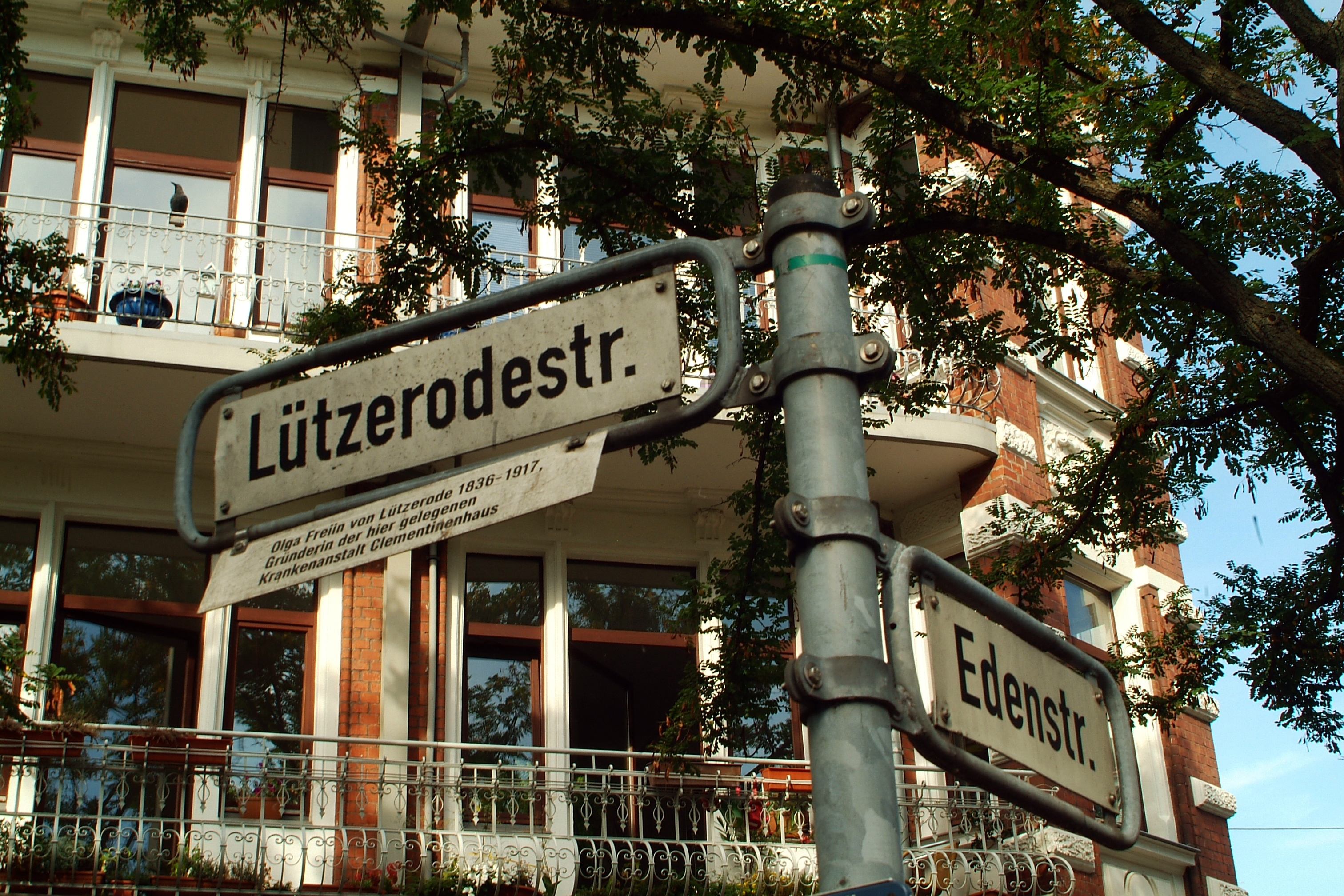
Lützerodestraße mit Infoschild zur Gründerin des Clementinenhauses

Im Zuge des Krankenhausbaus entstand um 1875 im (heutigen) Stadtteil List ein Weg hinter den Kasernen am Welfenplatz. Er wurde 1898 zunächst „Am Clementinenhause“ benannt nach der Krankenanstalt, und noch zu Lebzeiten der Krankenhaus-Gründerin im Jahr 1900 in Lützerodestraße umbenannt.

## Schriften
- Mittheilungen über das Geschlecht derer von Gevertzan-Lütgeroide-Lützerode, der ihm verschwägerten Thurn und Taxis, Paumgarten, Lignéville usw. sowie der Nachkommen aus der Ehe der letzten Freiherrn von Lützerode von etwa 1150 bis 1902. Zusammengestellt nach zuverlässigen documentarischen Quellen. Hannover, 1902.
- Er gibt den Müden Kraft und Stärke genug den Unvermögenden. Oberin des Clementinenhauses Hannover 1875–1906. Verlag des Rauhen Hauses, Hamburg 1906; Nachdruck: Hannover 1950.